# Liste der Pfarren im Dekanat Ybbs
Das Dekanat Ybbs ist ein Dekanat der römisch-katholischen Diözese St. Pölten.

## Pfarren mit Kirchengebäuden und Kapellen
| Pfarre                  | Seit          | Patrozinium          | Kirchengebäude und Kapellen                              | Bild |
| ----------------------- | ------------- | -------------------- | -------------------------------------------------------- | ---- |
| Blindenmarkt            | 1783          | Hl. Anna             | Pfarrkirche Blindenmarkt                                 |      |
| Erlauf                  | 1783          | Hl. Johannes Nepomuk | Pfarrkirche Erlauf                                       |      |
| Golling an der Erlauf   | 1969          | Hl. Franz von Assisi | Pfarrkirche Golling an der Erlauf                        |      |
| Krummnußbaum            | 1948 und 1957 | Mariä Empfängnis     | Pfarrkirche Krummnußbaum                                 |      |
| Neumarkt an der Ybbs    | 1393          | Hl. Nikolaus         | Pfarrkirche Neumarkt an der Ybbs                         |      |
| Petzenkirchen           | 1159          | Hl. Stephanus        | Pfarrkirche Petzenkirchen                                |      |
| Pöchlarn                | 832           | Mariä Himmelfahrt    | Pfarrkirche Pöchlarn                                     |      |
| St. Martin am Ybbsfelde | 12. Jh.       | Hl. Martin           | Pfarrkirche St. Martin am Ybbsfelde                      |      |
| Steinakirchen am Forst  | 979           | Hl. Michael          | Pfarrkirche Steinakirchen am Forst Filialkirche Feichsen |      |
| Säusenstein             | 1783          | Hl. Donatus          | Pfarrkirche Säusenstein                                  |      |
| Wieselburg              | um 1235       | Hl. Ulrich           | Pfarrkirche Wieselburg                                   |      |
| Ybbs an der Donau       | um 1200       | Hl. Laurentius       | Pfarrkirche Ybbs an der Donau                            |      |

## Dekanat Ybbs
Das Dekanat umfasst zwölf Pfarren.
Dechanten
- 1995–2015 Franz Dammerer[1][2]
- seit 2015 Daniel Kostrzycki[3]